# Ernst Alfred Aye

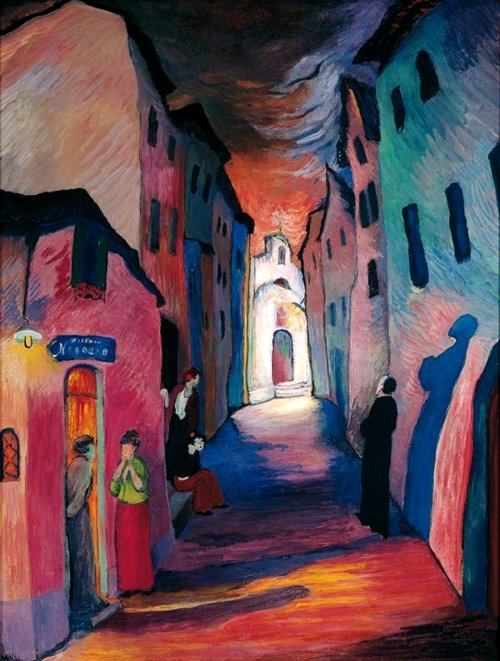
Marianne von Werefkin: „Ave Maria“, um 1927. Fondazione Marianne Werefkin, Ascona. Das Bild zeigt Ernst Alfred Aye als Priester vor einem Freudenhaus

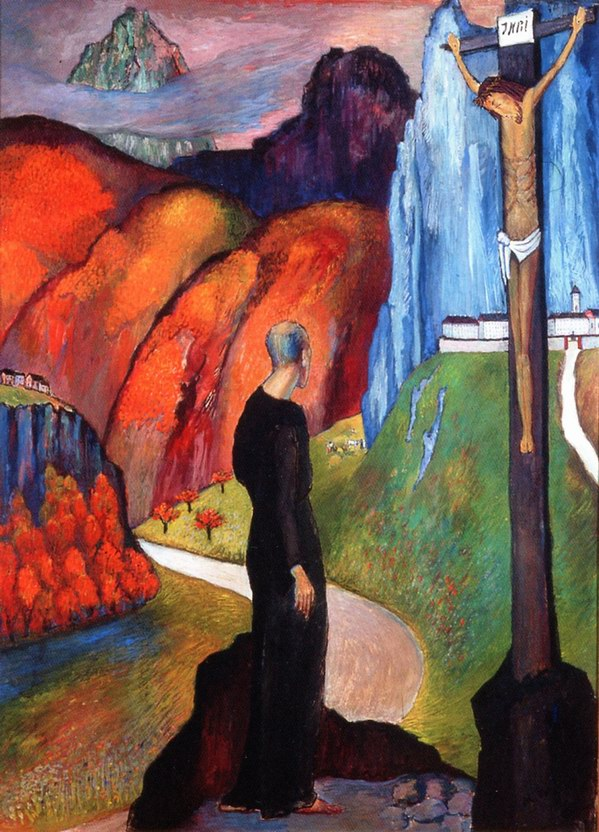
Marianne von Werefkin, „Der Mönch“, 1932. Auch hier ist Aye als Mönch dargestellt

Ernst Alfred Aye, alias Santo, (* 1878 in Berlin; † 16. Januar 1947 in Diekhof, Landkreis Rostock in Mecklenburg) war ein deutscher Konzertsänger, der langjährige Begleiter, Verwalter und Teilerbe der Malerin Marianne von Werefkin und Sohn eines „früheren Hofpredigers in Dresden“.

## Leben

### Aye, Werefkins Helfershelfer in der Kunst
Aye sah 1925 zum ersten Mal Gemälde der russischen Malerin Marianne von Werefkin in der Dresdener Galerie Neue Kunst Fides, die ihn sehr beeindruckten. Noch im gleichen Jahr sollte er die Künstlerin in ihrem Schweizer Exil in Ascona am Lago Maggiore kennenlernen. Diese Begegnung bestimmte sein weiteres Leben wesentlich.
Nachdem Jawlensky die Baronin Werefkin 1921 verlassen hatte, litt sie entsetzlich und war nicht fähig, zu malen. Über ihren Schmerz kam sie erst hinweg, als sie auf Aye traf, mit dem sie eine tiefe Freundschaft bis zu ihrem Tod verband. Werefkin lernte Aye 1925 als Tourist auf der Asconeser Piazza kennen und schrieb in ihr Tagebuch: „Und das Wunder geschah, ich sehe und treffe ihn in Wirklichkeit, […] meinen Typ, meinen Santo. Ihm begegne ich […] in dem Augenblick da ich tot und blind war, […] Gott welches Glück!   Mein lebender Santo steht vor mir. Er denkt, die Alte ist verrückt geworden, aber dies ist unwichtig [...] Ich wurde wieder Maler.“ Durch Santo gewann Werefkin neue Kraft und konnte ihrem Alterswerk neue Konturen geben: „Ich arbeite viel bei den warmen Strahlen der Liebe und Freundschaft Santos. Er ist mein Trost, er ist das, was ich das ganze Leben suchte, ohne es zu finden. Er kam in der letzten Stunde“. Ihn hat sie in Bildern und an der Wand ihres Asconeser Ateliers verewigt.
In ihr Tagebuch schrieb die Werefkin über ihre Beziehung zu Aye: „Santo ist kein grosser Kunstkenner, aber er liebt meine Bilder wie ein Stück meines Ich’s. Er lebt von ihnen und mit ihnen, sie sind ihm das Teuerste. Und dieses macht aus ihm meinen grössten Helfershelfer in der Kunst, wie auch im Leben. Er hält mir wach meinen Glauben an meine Ziele, er stärkt meine Freude an dem Erreichten, er erhält mir die Jugend der Tat und mein Dank an ihn ist unbegrenzt.“

### Mit Aye auf Reisen in Italien
Für „Ende Juni 1914“ berichtet Jawlensky in seinen Lebenserinnerungen: „Wir hatten geplant, nach Italien zu fahren.“ Nur aus der oft übersehenen, kurzen Bemerkung in seinen Lebenserinnerungen erfährt man von einem gemeinsamen Vorhaben des Künstlerpaares Werefkin/Jawlensky, das der Erste Weltkrieg vereitelte. 
Der lang gehegte Wunsch Werefkins, Italiens Kunstschätze im Original kennenzulernen, die sie aus ihren Studien so gut kannte, sollte sich erst 1925 – in Begleitung des von ihr kanonisierten Santo erfüllen.
Finanziell wurde ihr eine solche Reise aus zwei Gründen möglich. Zum einen hatte ihr Jawlensky mit Datum vom „26. Februar 1925“ aus Wiesbaden „Fr. 4,000.-- als Anteil an verkauftem Bild Van Gogh“ geschickt. Zum anderen hatte Papst Pius XI., wie alle 25 Jahre in der Neuzeit üblich, das Heilige Jahr ausgerufen und die Heilige Pforte des Petersdoms geöffnet.   „Pilgerkarten“, mit denen man in ganz Italien zu ermäßigten Preisen mit der Eisenbahn fahren – und in billigen Quartieren übernachten konnte – die Eisenbahnen wurden billig wie Trambahnen – ermöglichten auch Armen eine Pilgerfahrt nach Rom. Werefkin und ihr Santo nützten die Gelegenheit.
Als Emigrantin mit einem Nansen-Pass konnte Werefkin jedoch nicht ins Ausland fahren. Couragiert schrieb sie an den Duce und bekam die gewünschten Papiere. 
In Begleitung ihres Santo reiste sie dann durch Italien. Unterwegs machte sie nicht nur Skizzen, von denen sie später etliche in Gemälden weiterverarbeitete, sondern sie führte auch ein Tagebuch, die sie „Briefe“ nannte, die 1925 in der Neuen Zürcher Zeitung als Fortsetzung abgedruckt wurden. Neben persönlichen Erlebnissen brachte sie auch interessante Gedanken zur Kunst und Geschichte Italiens zu Papier.
Der Weg führte das ungleiche Paar in die Städte Mailand, Bologna, Rom, Neapel, Pompeji, Ischia, Neapel, Ischia, Assisi, Perugia, Siena und Arezzo. Ganz anders als üblich, z. B. im Baedeker beschrieben, veranschaulichte sie das von ihr und Aye Erlebte. Bologna z. B. schilderte sie als „eine kubistische Stadt, wo die Linien, die Flächen, die Volumina, die Seele durch sich selbst bezaubern. Die Türme schneiden und queren einander und werfen das kubistische Prinzip in den Himmel hinein.“ Nur durch den Besuch von Rom konnten Aye und Werefkin die damaligen Privilegien der Pilgerfahrt erlangen: „Unsere Pilgerkarten mußten in Rom gestempelt werden. So mußten wir nach Rom. So waren wir in Rom, drei Tage und haben den Papst nicht gesehen, auch nicht den Vatikan und nicht die Museen, aber wir haben doch Rom gesehen und genossen. Rom, das antike Rom, die Herrin der Welt, Rom die Märtyrerin, Rom das triumphierende. […] Der historisch gebildete Reisende muß sich viel plagen. Jahrtausende glotzen ihn an; bald aus marmornen Bruchstücken, bald aus kolossalen Gebilden der Baukunst. Überall hat er zu wissen: hier geschah dieses, dort jenes. Ein Kaiser, ein Papst, ein Volk, ein Genie haben hier ihre Fußspuren in den Boden gestampft. Cook und Son erleichtern diese Qualen jenen, die sich ihnen ergeben. […] Überall, innen und außen, hört man schnurrende Stimmen, die lauschend, internationalen Ohren die Geschichte Roms erzählen.“

### Werefkins Sachverwalter
1926/27 bis 1932 lebte Aye als Konzertsänger in Dresden in der Comeniusstraße 27. Durch einen Briefwechsel mit dem Kunsthistoriker Hans Hildebrandt und seiner Frau, der Glasmalerin Lily Hildebrandt erfährt man, dass Aye seit 1927 als Sachverwalter „alle Angelegenheiten“ für Werefkin regelt. 1932 zog Aye nach Berlin und wohnte im rechten Flügel des Schlosses Charlottenburg. Damals zählte Werefkin „Herrn Aye in Berlin“ in ihrer „autobiographischen Skizze“ zu den Personen, die „grössere Kollektionen meiner Sachen haben“.
1935 bot sich der Schriftsteller Wilhelm Schmidtbonn an, ein Buch über Werefkins Leben und Werk zu verfassen. Als das Unternehmen scheiterte, planten Aye und Diego Hagmann, Werefkins Züricher Mäzen, die Herausgabe eines Mappenwerks von farbigen und einfarbigen Reproduktionen etlicher Gemälde der Werefkin. Auch dieses Vorhaben schlug fehl.

### Werefkins Erben

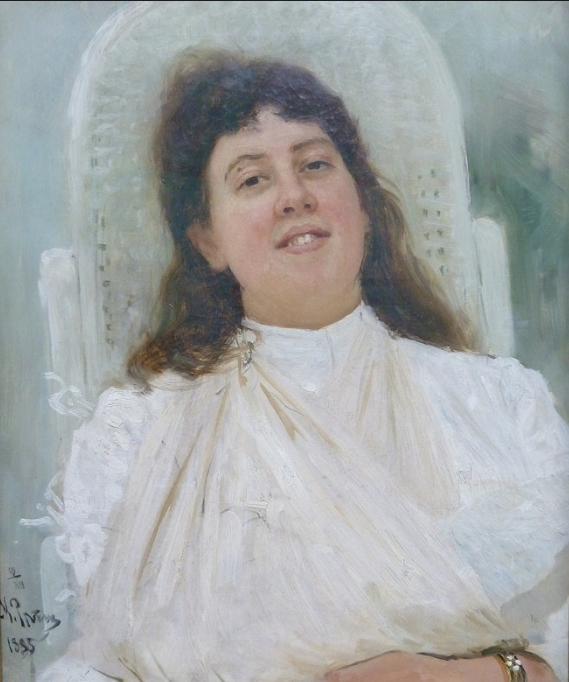
Ilja Jefimowitsch Repin: „Bildnis Marianne Werefkin“, 1888, ehemalige Sammlung Ernst Alfred Aye, heute Museum Wiesbaden

Aye war neben Alexander Werefkin (1904–1982) der Haupterbe des künstlerischen Nachlasses der Malerin. Aye schenkte seinen Teil an Fritz Stöckli (1903–1970), der 1939 die Fondazione Marianne Werefkin ins Leben rief. Schon 1932 hatte Werefkin verfügt, dass das Gemälde Bildnis Marianne Werefkin im Schaukelstuhl von Ilja Jefimowitsch Repin, das er 1888 von der Künstlerin nach ihrem Jagdunfall malte, erben solle. Das Gemälde befand sich damals bereits in Sinzig, einem der Wohnsitze von Alexander Werefkin. Es wurde daraufhin 1933 zu Aye nach Berlin geschickt. Aye „vermachte“ das Bild an einen Werefkin-Verehrer namens Klücher in Eutin, der es bei seinem Umzug nach Bremen mitnahm. Nach dem Tod ihres Mannes zeigte Frau Klücher kein Interesse an dem Repin-Bild, „das einen Riss aufwies.“ Sie hat es an Hans Keller (1913–2007), Kustos der Kunsthalle Bremen „übergeben.“ Dieser ließ es „in Ordnung bringen“ und schickte das Gemälde „an den besten Kenner der Materie, Herrn Dr. Weiler“, der die Urheberschaft des Malers und die mögliche Identität der Dargestellten überprüfen sollte. Im Verlauf seiner Untersuchungen gelang es Weiler, das Gemälde für das Museum Wiesbaden zu erwerben.

### Am Ende des Zweiten Weltkriegs
Durch die zunehmenden Luftangriffe war Aye gezwungen, Berlin zu verlassen. Am 23. November 1943 wurde das Schloss Charlottenburg durch Bomben schwer beschädigt, so dass er in seine Wohnung nicht mehr zurückkehren konnte. Nach mehrfachem Wohnungswechsel zog er im Spätherbst schließlich nach Diekhof, einer Gemeinde im Landkreis Rostock in Mecklenburg. Über die letzten Tage und das Todesdatum von Ernst Alfred Aye informiert einzig ein Bericht einer ansonsten anonymen Rosa Harnisch: „Er ging von Tür zu Tür, fragte immer vergebens, denn jeder hatte mit sich selbst zu tun und hatte Angst, den kommenden Winter zu verhungern. So kam er zu mir und bat so flehentlich, ich solle ihn aufnehmen. Ich gab ihm ein Zimmer. Sein Zustand wurde 1946 so schlimm, dass er seine Glieder nicht mehr bewegen konnte. Dieser gute, liebe Mensch hat ein trauriges Ende gehabt. Am 13. Januar 1947 kam die Flüchtlingskommission. Aye musste den Raum für eine Familie räumen. Er selbst kam ins Krankenhaus, auf offenem Wagen mit Stroh wurde er hingefahren. Am 16. ist er dort verstorben und beerdigt ohne Sarg“.